# Eliasz (Wallgrén)
Eliasz, imię świeckie Matti Wallgrén – fiński duchowny prawosławny, metropolita Oulu Fińskiego Kościoła Prawosławnego.

## Życiorys
Święcenia kapłańskie przyjął 1 września 2003 r. 11 stycznia 2015 otrzymał chirotonię biskupią z rąk arcybiskupa karelskiego Leona (Makkonena).